# Zemo Teleti
Zemo Teleti – wieś w Gruzji, w Dolnej Kartlii, w gminie Gardabani. Leży na wysokości 800 m n.p.m., w odległości 45 km od miasta Gardabani. W 2002 roku liczyła 847 mieszkańców.